# Gauchsbach
Der Gauchsbach ist ein kleines ganzjähriges Fließgewässer 3. Ordnung im Lorenzer Reichswald südöstlich von Nürnberg. Er ist (mit Ebenbach) ein etwa 14,5 km langer, rechter und nordöstlicher Zufluss der  Schwarzach.

## Namen
Seinen Namen hat der Gauchsbach vom Gauch, der alt- und mittelhochdeutschen Bezeichnung für den Kuckuck. Dieser war wohl ein für das durchflossene Gebiet typischer Waldvogel und ist auch heute noch manchmal dort zu hören.

## Geographie

### Überblick
Der Gauchsbach fließt von Osten nach Westen und sammelt zusammen mit seinen Quellgewässern über eine Gesamtstrecke von 15–20 Kilometern alle Wald- und Wiesengräben der Südflanke einer Hügelkette des Lorenzer Reichswaldes. Er verläuft südlich des Hohen Bühls/Teufelsbackofens (MUNA-Gelände), der Feuchter Höhe, des Hutbergs, des Büchleinsbergs, des Kreuzsteins, also etwa parallel der St 2239, sowie nördlich des Kanzelschlags (bei Weinhof), von Auf dem Berge (Grünsberg/Altenthann), des Dreibrüderbergs (Rummelsberg) und des Kirchbühls (Schwarzenbruck).
Er mündet etwa 130 Höhenmeter unterhalb seines Quellgebiets Kanzelschlag in die Schwarzach.

### Quellen und Verlauf

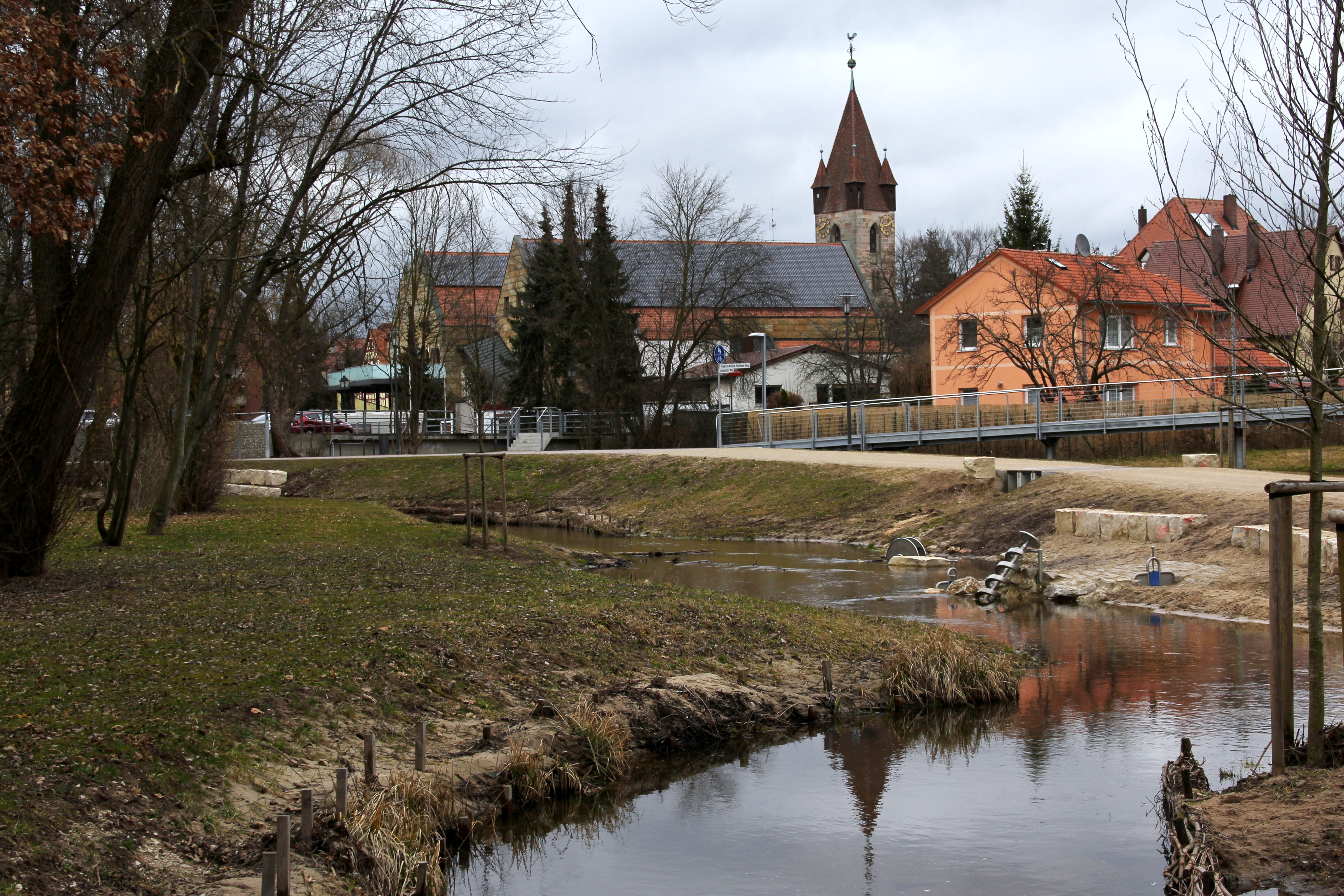
Der Gauchsbach in Feucht, renaturiert (Sommer 2011)

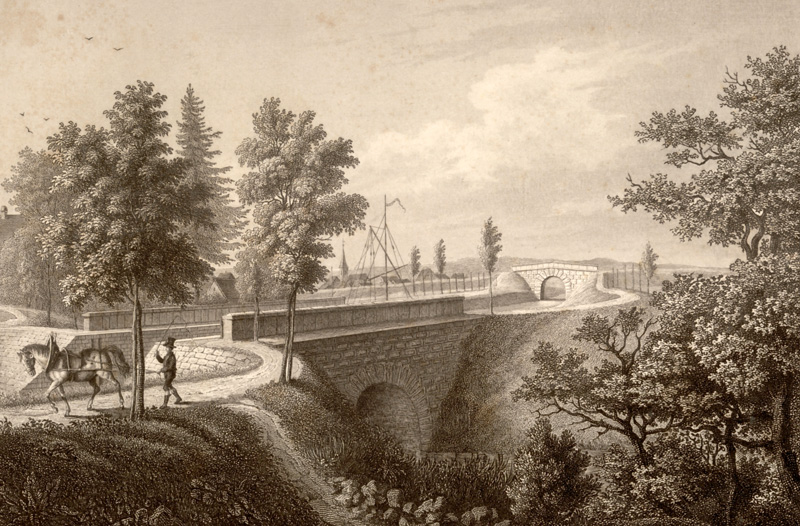
Der Gauchsbach-Brückkanal bei Gugelhammer, Stahlstich (1845) von Alexander Marx

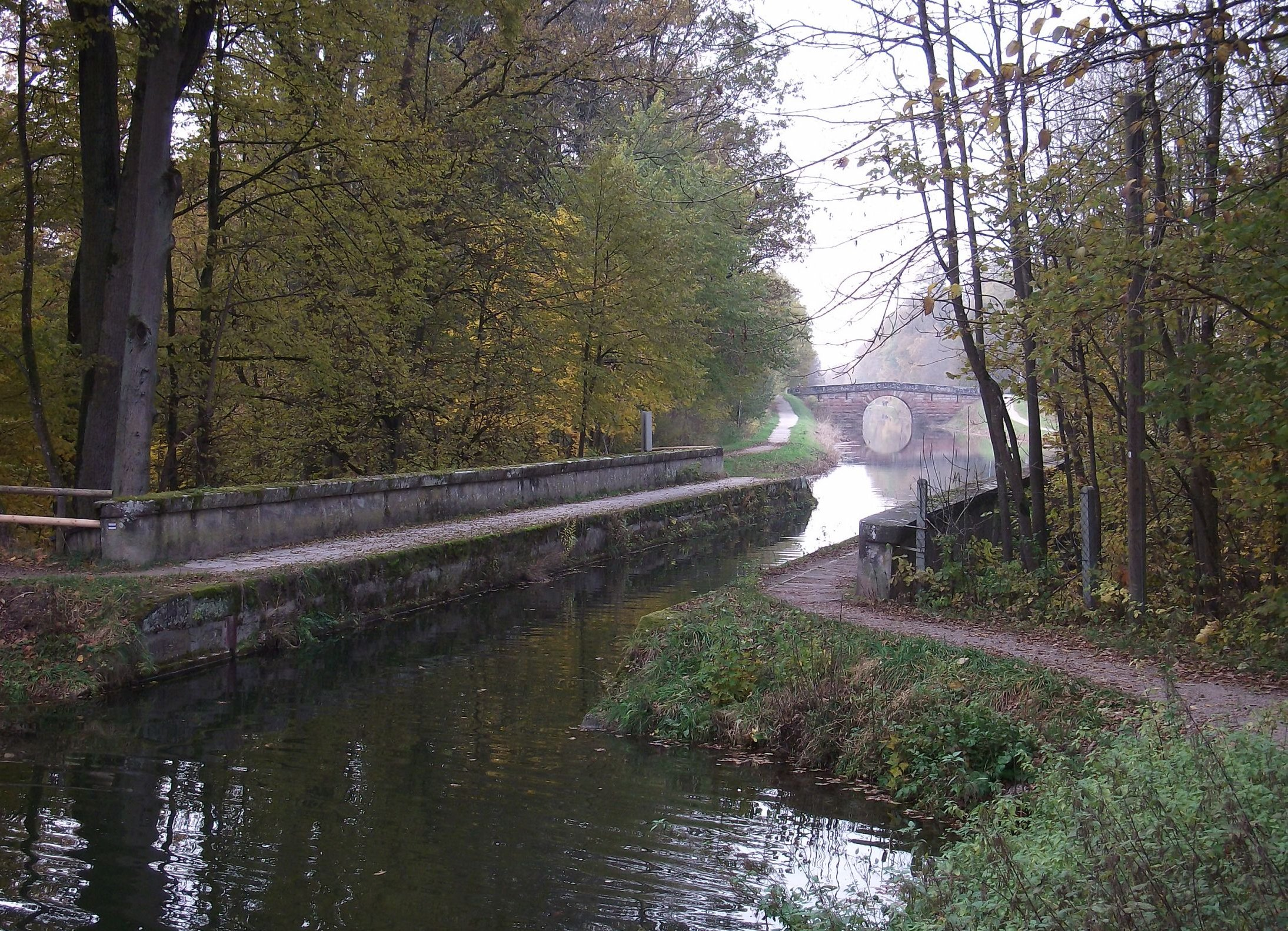
Gauchsbach-Brückkanal

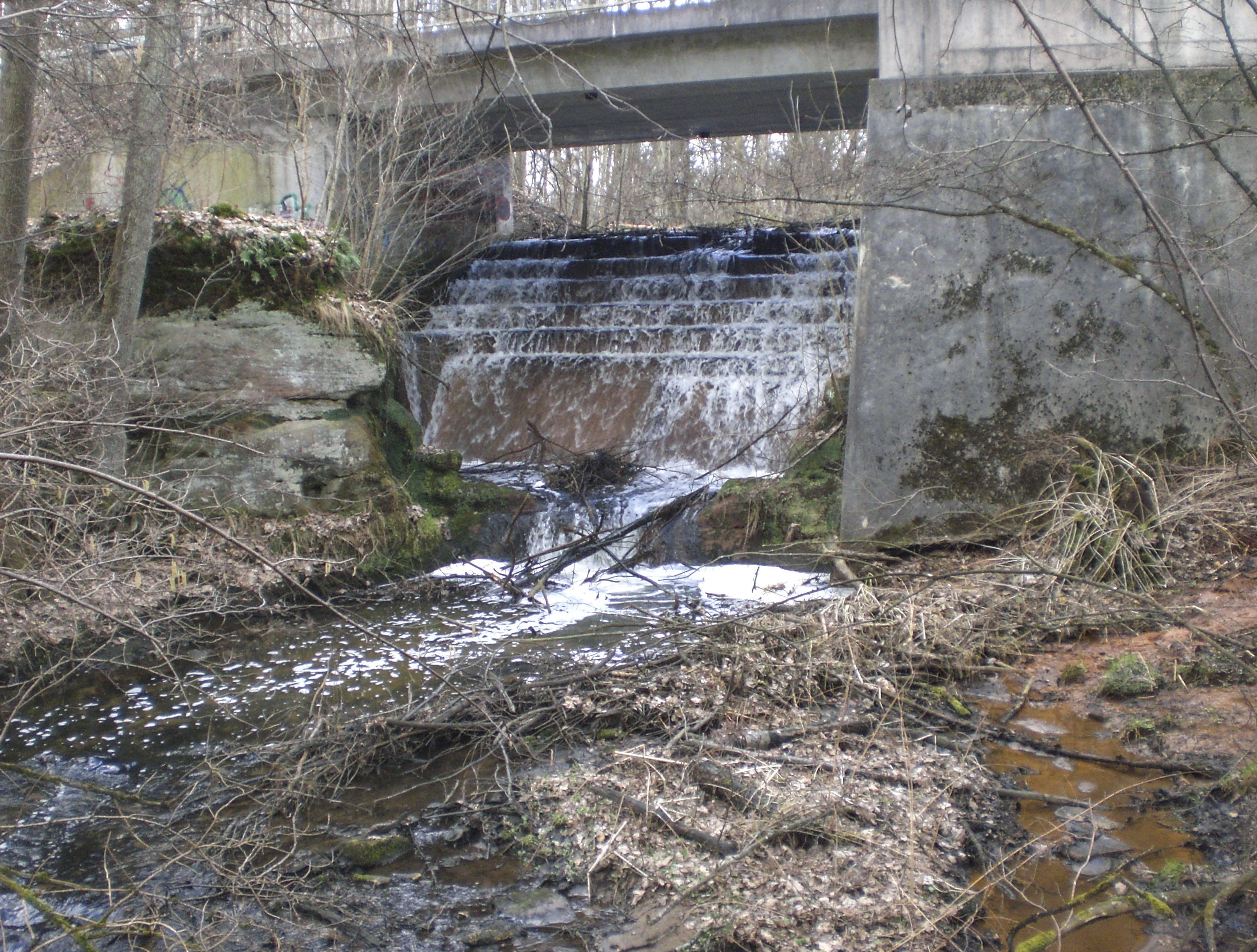
Gauchsbach Wasserfall